# 6434 Jewitt
6434 Jewitt (1981 OH) là một tiểu hành tinh vành đai chính được phát hiện ngày 26 tháng 7 năm 1981 bởi E. Bowell ở Anderson Mesa.